# Przestrzeń Hewitta
Przestrzeń Hewitta (albo Q-przestrzeń; w literaturze anglojęzycznej realcompact space) – przestrzeń topologiczna, która jest homeomorficzna z podzbiorem domkniętym produktu {\displaystyle \kappa } kopii prostej rzeczywistej dla pewnej liczby kardynalnej {\displaystyle \kappa .} Nazwa pojęcia pochodzi od nazwiska matematyka, Edwina Hewitta, który rozważał tego typu przestrzenie w swojej pracy z roku 1948.

## Własności
Przestrzeń Tichonowa {\displaystyle X} jest przestrzenią Hewitta wtedy i tylko wtedy, gdy nie istnieje taka przestrzeń Tichonowa {\displaystyle Y,} że
1. istnieje zanurzenie homeomorficzne {\displaystyle r\colon X\to Y} takie, że {\displaystyle r(X)\neq {\mbox{cl}}_{Y}r(X)=Y,}
2. dla każdego przekształcenia {\displaystyle f\colon X\to \mathbb {R} } istnieje przekształcenie {\displaystyle g\colon Y\to \mathbb {R} } takie, że {\displaystyle g\circ r=f.}

Z definicji przestrzeni Hewitta wynikają następujące własności:
- domknięty podzbiór przestrzeni Hewitta jest przestrzenią Hewitta,
- produkt dowolnej rodziny przestrzeni Hewitta jest przestrzenią Hewitta,
- granica odwrotna systemu odwrotnego przestrzeni Hewitta jest przestrzenią Hewitta,
- przekrój rodziny podprzestrzeni będących przestrzeniami Hewitta, pewnej przestrzeni topologicznej jest przestrzenią Hewitta.

Inną charakteryzację tej klasy przestrzeni można podać w języku uzwarceń Čecha-Stone’a:
- przestrzeń Tichonowa jest przestrzenią Hewitta wtedy i tylko wtedy, gdy dla każdego punktu {\displaystyle x_{0}\in \beta X\setminus X} istnieje funkcja {\displaystyle f\colon \beta X\to \mathbb {R} } taka, że {\displaystyle f(x_{0})=0} oraz {\displaystyle f(x)>0} dla {\displaystyle x\in X.}

Wnioskiem z tego twierdzenia jest następujący fakt:
- Każda przestrzeń Lindelöfa jest przestrzenią Hewitta.

### Twierdzenie Hewitta
Istnieje charakteryzacja klasy przestrzeni Hewitta w języku dwuwartościowych miar Baire’a. Jest to tzw. twierdzenie Hewitta:
- Przestrzeń Tichonowa jest przetrzenią Hewitta wtedy i tylko wtedy każda miara {\displaystyle \mu \colon {\mathcal {B}}(X)\to \{0,1\}} jest miarą Diraca,

gdzie {\displaystyle {\mathcal {B}}(X)} oznacza rodzinę podzbiorów {\displaystyle X} o własności Baire’a. Nie każda przestrzeń Tichonowa jest przestrzenią Hewitta – np. miara Dieudonnégo, określona na {\displaystyle {\mathcal {B}}(\omega _{1}),} nie jest miarą Diraca. Ponadto, przestrzeń {\displaystyle \{0,1\}^{\kappa }} jest przestrzenią Hewitta wtedy i tylko wtedy, gdy {\displaystyle \kappa } jest liczbą niemierzalną.